# Сельское поселение Баранцевское
Сельское поселение Баранцевское — упразднённое муниципальное образование со статусом сельского поселения в Чеховском районе Московской области России.

## Общие сведения
Образовано в ходе муниципальной реформы, в соответствии с Законом Московской области от 28.02.2005 года № 77/2005-ОЗ «О статусе и границах Чеховского муниципального района и вновь образованных в его составе муниципальных образований». Упразднено в 2017 году при преобразовании Чеховского муниципального района в городской округ Чехов. Административным центром являлось село Новый Быт.

## Население
| 2006    | 2007    | 2008    | 2009    | 2010    | 2011    | 2012    | 2013    |
| ------- | ------- | ------- | ------- | ------- | ------- | ------- | ------- |
| 8649    | ↘8222   | ↗8244   | ↘8233   | ↗10 282 | ↗10 431 | →10 431 | ↘10 347 |
| 2014    | 2015    | 2016    | 2017    |         |         |         |         |
| ↗10 544 | ↗10 662 | ↗10 863 | ↘10 795 |         |         |         |         |

## География
Располагалось в юго-восточной части Чеховского района. Граничило с сельскими поселениями Стремиловским и Любучанским, городским поселением Чехов, городским округом Домодедово, сельским поселением Семёновским Ступинского района, сельскими поселениями Данковским и Васильевским Серпуховского района. Площадь территории сельского поселения составляла 22 286 га.

## Состав сельского поселения
| №  | Населённый пункт      | Тип населённого пункта       | Население |
| -- | --------------------- | ---------------------------- | --------- |
| 1  | Бавыкино              | деревня                      | ↗46       |
| 2  | Баранцево             | деревня                      | ↗43       |
| 3  | Бершово               | деревня                      | ↗171      |
| 4  | Васькино              | деревня                      | ↗132      |
| 5  | Васькино              | посёлок                      | ↘1412     |
| 6  | Верхнее Пикалово      | деревня                      | ↗14       |
| 7  | Голыгино              | деревня                      | ↗37       |
| 8  | Дидяково              | деревня                      | ↗17       |
| 9  | Дома отдыха «Лопасня» | посёлок                      | ↘141      |
| 10 | Еськино               | деревня                      | ↗23       |
| 11 | Завалипьево           | деревня                      | ↗9        |
| 12 | Карьково              | деревня                      | ↗29       |
| 13 | Красные Орлы          | деревня                      | ↗31       |
| 14 | Крюково               | деревня                      | ↗4063     |
| 15 | Кузьмино-Фильчаково   | деревня                      | ↗40       |
| 16 | Курниково             | деревня                      | ↘10       |
| 17 | Легчищево             | деревня                      | →4        |
| 18 | Лешино                | деревня                      | ↘15       |
| 19 | Люторецкое            | деревня                      | ↗70       |
| 20 | Мальцы                | деревня                      | ↗23       |
| 21 | Мелихово              | село                         | ↗44       |
| 22 | Нижнее Пикалово       | деревня                      | ↗15       |
| 23 | Новоселки             | село                         | ↗63       |
| 24 | Новый Быт             | село, административный центр | ↗3076     |
| 25 | Оксино                | деревня                      | ↘31       |
| 26 | Перхурово             | деревня                      | ↗38       |
| 27 | Пешково               | деревня                      | ↗19       |
| 28 | Плешкино              | деревня                      | ↗29       |
| 29 | Попово                | деревня                      | ↗1997     |
| 30 | Пронино               | деревня                      | ↗34       |
| 31 | Солнышково            | деревня                      | ↗83       |
| 32 | Талеж                 | село                         | ↗35       |
| 33 | Чудиново              | деревня                      | ↘17       |